# Ligidium hoberlandti
Ligidium hoberlandti là một loài chân đều trong họ Ligiidae. Loài này được Frankenberger miêu tả khoa học năm 1950.